# Organiste des Petites Antilles
Chlorophonia flavifrons
Espèce
Statut de conservation UICN

LC : Préoccupation mineure
L'Organiste des Petites Antilles (Chlorophonia flavifrons) est une espèce d'oiseau de la famille des fringillidés, endémique des Petites Antilles.
Jusqu'à la mise à jour 13.2 de la liste de référence de l'Union internationale des ornithologues en juillet 2023, il ne formait qu'une seule espèce avec l'Organiste louis d'or (Chlorophonia musica) endémique de l'île d'Hispaniola et l'Organiste de Porto Rico (Chlorophonia sclateri) endémique de Porto Rico.

## Distribution
Il est nicheur à Anguilla, Saint-Barthélemy, Barbuda, Antigua, en Guadeloupe, à la Dominique, en Martinique, à Sainte-Lucie, à Saint Vincent, dans l'archipel des Grenadines et à Grenade. Il a déjà été observé dans d'autres îles des Petites Antilles.

## Identification
Le mâle et la femelle se ressemblent et sont très similaires aux femelles des deux espèces proches (l'Organiste louis d'or et l'Organiste de Porto Rico) tout en ayant des teintes plus vertes. L'Organiste des Petites Antilles a une calotte et une nuque bleues clair, un front jaune. Les ailes sont vertes tout comme le dos qui peut avoir des reflets bleutés. La gorge, la poitrine et le ventre sont jaune-vert. Le bec et les pattes sont noirs.

## Habitat
Présent principalement dans les canopées des forêts humides d'altitude, mais peut aussi se trouver à plus basse altitude.

## Régime alimentaire
L'Organiste des Petites Antilles se nourrit principalement de Gui.

## Statut de conservation
Placé en Préoccupation mineure par l'UICN, sa population a fortement baissé en Guadeloupe.